# Episodi di Profiler - Intuizioni mortali (prima stagione)
La prima stagione della serie televisiva Profiler - Intuizioni mortali, composta da 22 episodi, è stata trasmessa negli Stati Uniti dal 21 settembre 1996 al 10 maggio 1997.
In Italia è andata in onda in prima visione dal 5 giugno 2000 al 28 agosto 2000 su Rai 2.
| nº | Titolo originale             | Titolo italiano          | Prima TV USA      | Prima TV Italia |
| -- | ---------------------------- | ------------------------ | ----------------- | --------------- |
| 1  | Insight                      | Intuito                  | 21 settembre 1996 | 5 giugno 2000   |
| 2  | Ring of Fire                 | L'anello di fuoco        | 28 settembre 1996 | 5 giugno 2000   |
| 3  | Unholy Alliance              | Alleanza profana         | 19 ottobre 1996   | 5 giugno 2000   |
| 4  | I'll Be Watching You         | Tutto per amore          | 26 ottobre 1996   | 12 giugno 2000  |
| 5  | Unsoiled Sovereignty         | Il pianeta "R"           | 2 novembre 1996   | 12 giugno 2000  |
| 6  | Modus Operandi               | Vittime del passato      | 9 novembre 1996   | 12 giugno 2000  |
| 7  | Night Dreams                 | Un rito macabro          | 16 novembre 1996  | 19 giugno 2000  |
| 8  | Cruel and Unusual            | Crudele e insolito       | 23 novembre 1996  | 19 giugno 2000  |
| 9  | The Sorcerer's Apprentice    | L'apprendista stregone   | 21 dicembre 1996  | 19 giugno 2000  |
| 10 | Shattered Silence            | Frammenti di silenzio    | 11 gennaio 1997   | 26 giugno 2000  |
| 11 | Doppelganger                 | Il sosia                 | 18 gennaio 1997   | 26 giugno 2000  |
| 12 | Learning from the Masters    | Imparare dai maestri     | 1º febbraio 1997  | 26 giugno 2000  |
| 13 | The House That Jack Built    | Sulle tracce di Jack     | 8 febbraio 1997   | 3 luglio 2000   |
| 14 | Shadow of Angels (1)         | L'ombra degli angeli (1) | 15 febbraio 1997  | 3 luglio 2000   |
| 15 | Shadow of Angels (2)         | L'ombra degli angeli (2) | 15 febbraio 1997  | 3 luglio 2000   |
| 16 | Film at Eleven               | Il giustiziere           | 8 marzo 1997      | 10 luglio 2000  |
| 17 | Crisis                       | Sensi di colpa           | 22 marzo 1997     | 17 luglio 2000  |
| 18 | Blue Highways                | Urto violento            | 5 aprile 1997     | 24 luglio 2000  |
| 19 | FTX: Field Training Exercise | Simulazione sul campo    | 12 aprile 1997    | 7 agosto 2000   |
| 20 | Into the Abyss               | Nell'abisso              | 26 aprile 1997    | 14 agosto 2000  |
| 21 | Venom (1)                    | Veleno (1)               | 10 maggio 1997    | 21 agosto 2000  |
| 22 | Venom (2)                    | Veleno (2)               | 10 maggio 1997    | 28 agosto 2000  |